# RS-422
RS-422 lub TIA/EIA-422 – jeden z wariantów standardu interfejsu RS-232C, polegający na wprowadzeniu zrównoważonej, różnicowej linii symetrycznej między nadajnikiem i odbiornikami sygnału. Pełna symetryzacja linii i urządzeń transmitujących umożliwia podniesienie szybkości transmisji z 100 kb/s do 10 Mb/s. Typowym zastosowaniem jest transmisja danych z centralnego komputera (sterownika, węzła sieci) do wielu odległych urządzeń zewnętrznych i stacji roboczych. Maksymalna odległość, na jaką może odbywać się transmisja, to 1200 m, ale przy takim dystansie prędkość transmisji spada do 90 kb/s. Transfer 10 Mb/s można uzyskać maksymalnie na dystansie 12 m.
Tor transmisyjny zwykle tworzą 2 pary współkrętnych przewodów UTP zamknięte jednostronnie rezystorami dopasowującymi, jednak nie ma konieczności prowadzenia pary powrotnej. Urządzenia połączone przez RS-422 działają w trybie master-slave; można podłączyć do 10 urządzeń podrzędnych.